# Pimelodus albofasciatus
Pimelodus albofasciatus é uma espécie de peixe sul-americano de água doce.